# Leichtathletik-Europameisterschaften 1990/3000 m der Frauen

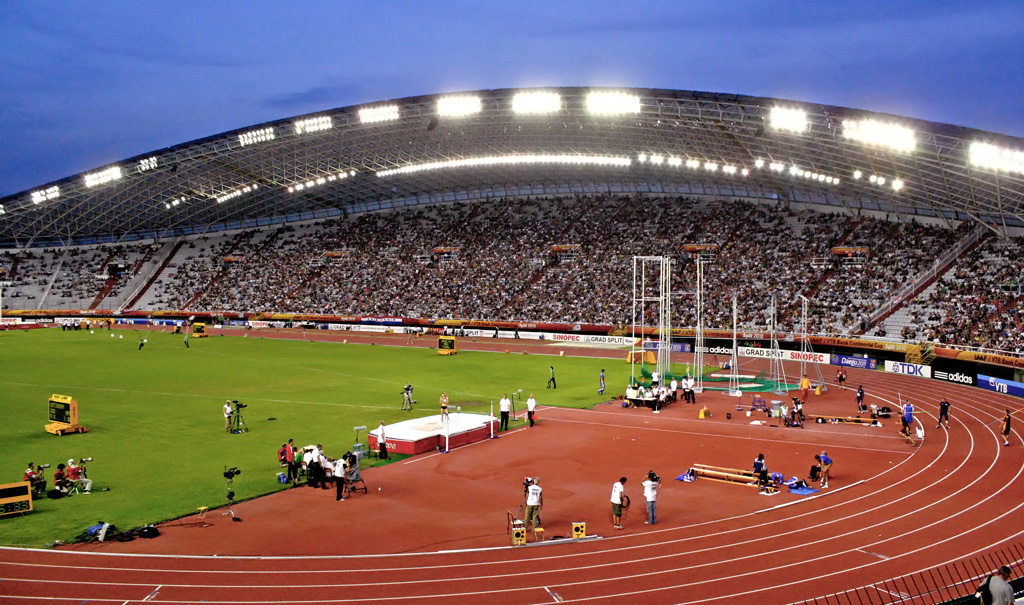
Das Stadion Poljud von Split im Jahr 2010

Der 3000-Meter-Lauf der Frauen bei den Leichtathletik-Europameisterschaften 1990 wurde am 27. und 29. August 1990 im Stadion Poljud in Split ausgetragen.
Europameisterin wurde die britische EM-Dritte von 1986 und Olympiadritte von 1988 Yvonne Murray. Rang zwei belegte die sowjetische Läuferin Jelena Romanowa, die zwei Tage später den EM-Titel über 10.000 Meter errang. Bronze ging an die Italienerin Roberta Brunet.

## Bestehende Rekorde
| Weltrekord           | 8:22,62 min | Tatjana Kasankina  | Leningrad (heute St. Petersburg), Sowjetunion (heute Russland) | 26. August 1984  |
| Europarekord         | 8:22,62 min | Tatjana Kasankina  | Leningrad (heute St. Petersburg), Sowjetunion (heute Russland) | 26. August 1984  |
| Meisterschaftsrekord | 8:30,28 min | Swetlana Ulmassowa | EM Athen, Griechenland                                         | . September 1982 |

Der bestehende EM-Rekord wurde bei diesen Europameisterschaften nicht erreicht. Die schnellste Zeit erzielte die britische Europameisterin Yvonne Murray im Finale mit 8:43,06 min, womit sie 12,78 s über dem Rekord blieb. Zum Welt- und Europarekord fehlten ihr 20,44 s.

## Legende
Kurze Übersicht zur Bedeutung der Symbolik – so üblicherweise auch in sonstigen Veröffentlichungen verwendet:
| NU23R | Nationaler U23-Rekord                    |
| DNF   | Wettkampf nicht beendet (did not finish) |

## Vorrunde
29. August 1990
Die Vorrunde wurde in zwei Läufen durchgeführt. Die ersten fünf Athletinnen pro Lauf – hellblau unterlegt – sowie die darüber hinaus fünf zeitschnellsten Läuferinnen – hellgrün unterlegt – qualifizierten sich für das Finale.

### Vorlauf 1

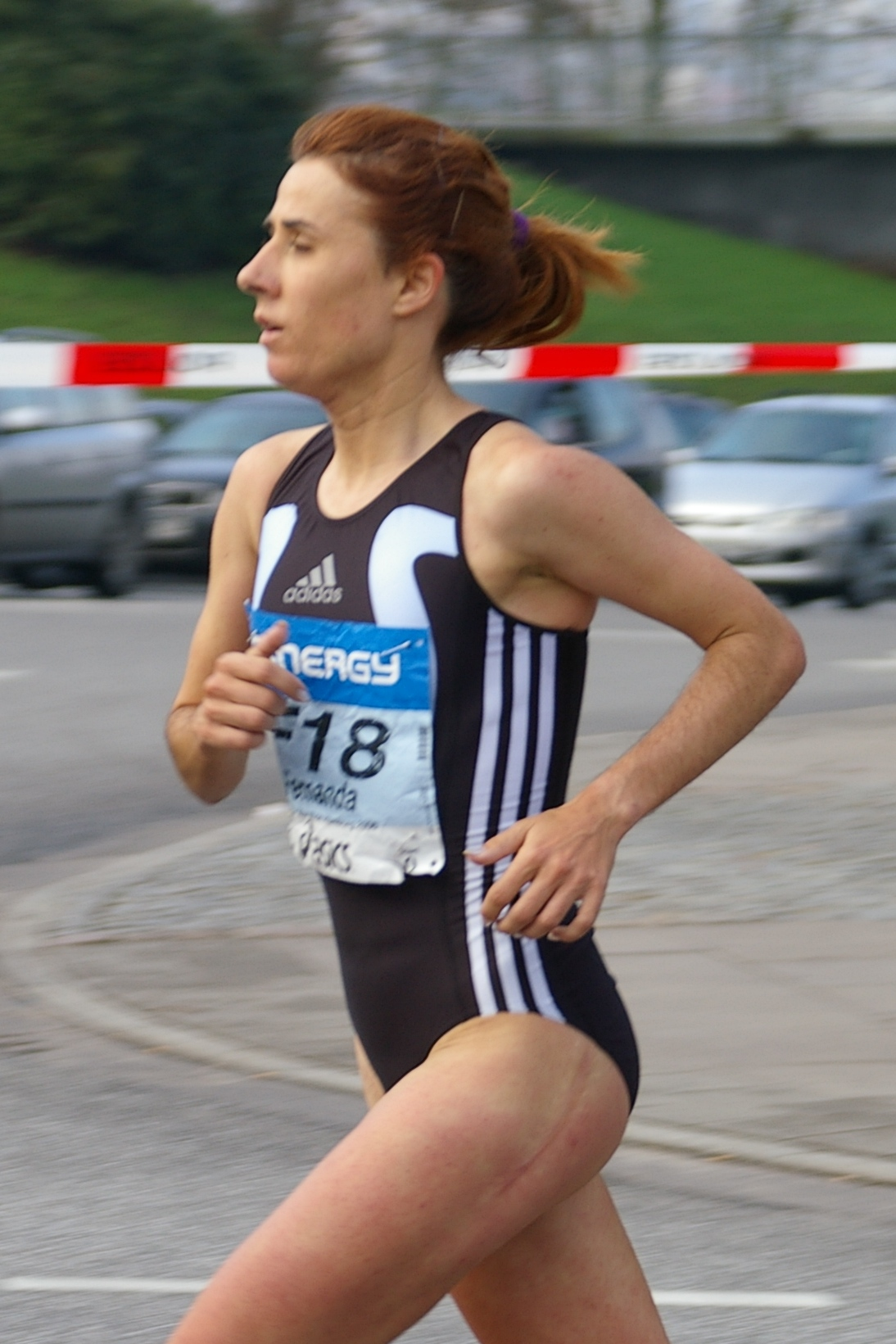
Hier scheiterte die später bei internationalen Großereignissen überaus erfolgreiche Fernanda Ribeiro noch im Vorlauf

| Platz | Name             | Nation           | Zeit (min) |
| ----- | ---------------- | ---------------- | ---------- |
| 1     | Jelena Romanowa  | Sowjetunion      | 8:52,92    |
| 2     | Ljubow Kremljowa | Sowjetunion      | 8:53,83    |
| 3     | Roberta Brunet   | Italien          | 8:54,34    |
| 4     | Gitte Karlshøj   | Dänemark         | 8:54,46    |
| 5     | Sonia O’Sullivan | Irland           | 8:55,12    |
| 6     | Sonia McGeorge   | Großbritannien   | 8:55,88    |
| 7     | Martine Fays     | Frankreich       | 8:59,96    |
| 8     | Jana Kučeríková  | Tschechoslowakei | 9:04,40    |
| 9     | Fernanda Ribeiro | Portugal         | 9:11,39    |
| 10    | Alice Silva      | Portugal         | 9:16,75    |
| 11    | Andri Avraam     | Zypern           | 9:22,66    |
| DNF   | Snezana Pajkić   | Jugoslawien      |            |

### Vorlauf 2
| Platz | Name               | Nation         | Zeit (min) |
| ----- | ------------------ | -------------- | ---------- |
| 1     | Yvonne Murray      | Großbritannien | 8:57,25    |
| 2     | Margareta Keszeg   | Rumänien       | 8:57,44    |
| 3     | Päivi Tikkanen     | Finnland       | 8:57,82    |
| 4     | Alison Wyeth       | Großbritannien | 8:58,31    |
| 5     | Zita Ágoston       | Ungarn         | 8:58,41    |
| 6     | Marie-Pierre Duros | Frankreich     | 8:59,95    |
| 7     | Roisin Smyth       | Irland         | 9:01,06    |
| 8     | Elly van Hulst     | Niederlande    | 9:01,73    |
| 9     | Estela Estévez     | Spanien        | 9:05,25    |
| 10    | Aurora Cunha       | Portugal       | 9:06,88    |
| 11    | Valerie McGovern   | Irland         | 9:14,39    |

## Finale

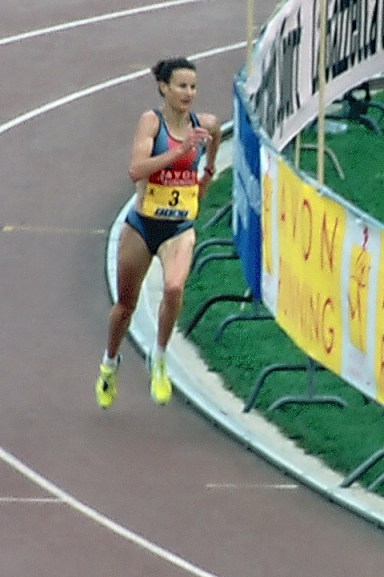
Rang elf für Sonia O’Sullivan, die am Beginn einer Karriere mit zahlreichen Medaillen bei Olympischen Spielen, Welt- und Europameisterschaften stand
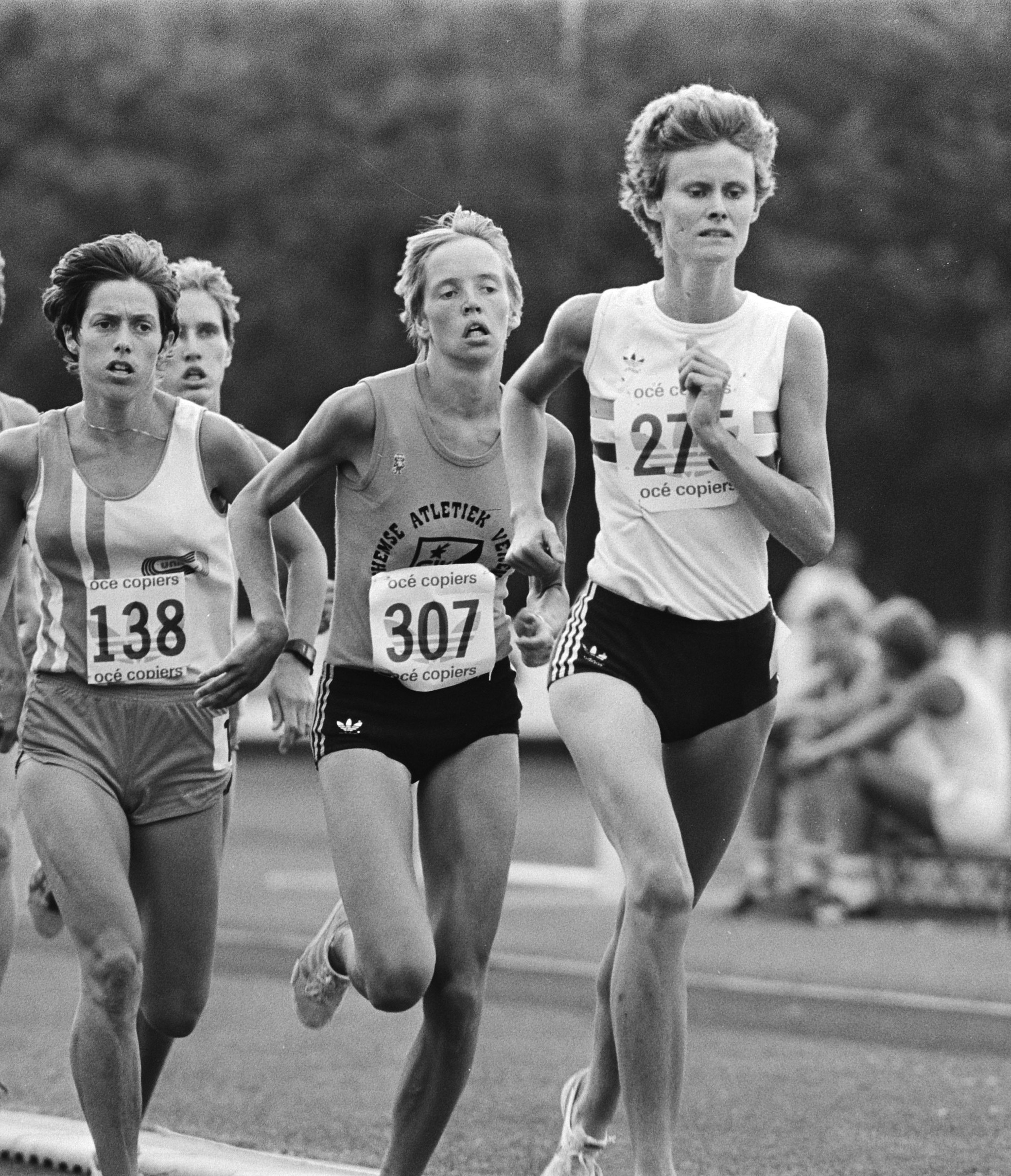
Elly van Hulst (auf dem Foto in führender Position) kam hier nicht ins Ziel

29. August 1990
| Platz | Name               | Nation         | Zeit (min)    |
| ----- | ------------------ | -------------- | ------------- |
| 1     | Yvonne Murray      | Großbritannien | 8:43,06       |
| 2     | Jelena Romanowa    | Sowjetunion    | 8:43,68       |
| 3     | Roberta Brunet     | Italien        | 8:46,19       |
| 4     | Ljubow Kremljowa   | Sowjetunion    | 8:46,96       |
| 5     | Margareta Keszeg   | Rumänien       | 8:48,04       |
| 6     | Päivi Tikkanen     | Finnland       | 8:50,26       |
| 7     | Zita Ágoston       | Ungarn         | 8:51,07       |
| 8     | Sonia McGeorge     | Großbritannien | 8:51,33       |
| 9     | Gitte Karlshøj     | Dänemark       | 8:51,44       |
| 10    | Alison Wyeth       | Großbritannien | 8:52,26       |
| 11    | Sonia O’Sullivan   | Irland         | 8:52,65 NU23R |
| 12    | Martine Fays       | Frankreich     | 8:56,36       |
| 13    | Roisin Smyth       | Irland         | 9:00,87       |
| DNF   | Elly van Hulst     | Niederlande    |               |
| DNF   | Marie-Pierre Duros | Frankreich     |               |

## Videolinks
- Yvonne Murray - 3000m, European Athletics Championships, Split, 1990, www.youtube.com, abgerufen am 25. Dezember 2022
- Women's 3000m European Champs in Split 1990, www.youtube.com, abgerufen am 25. Dezember 2022